# Estaferm

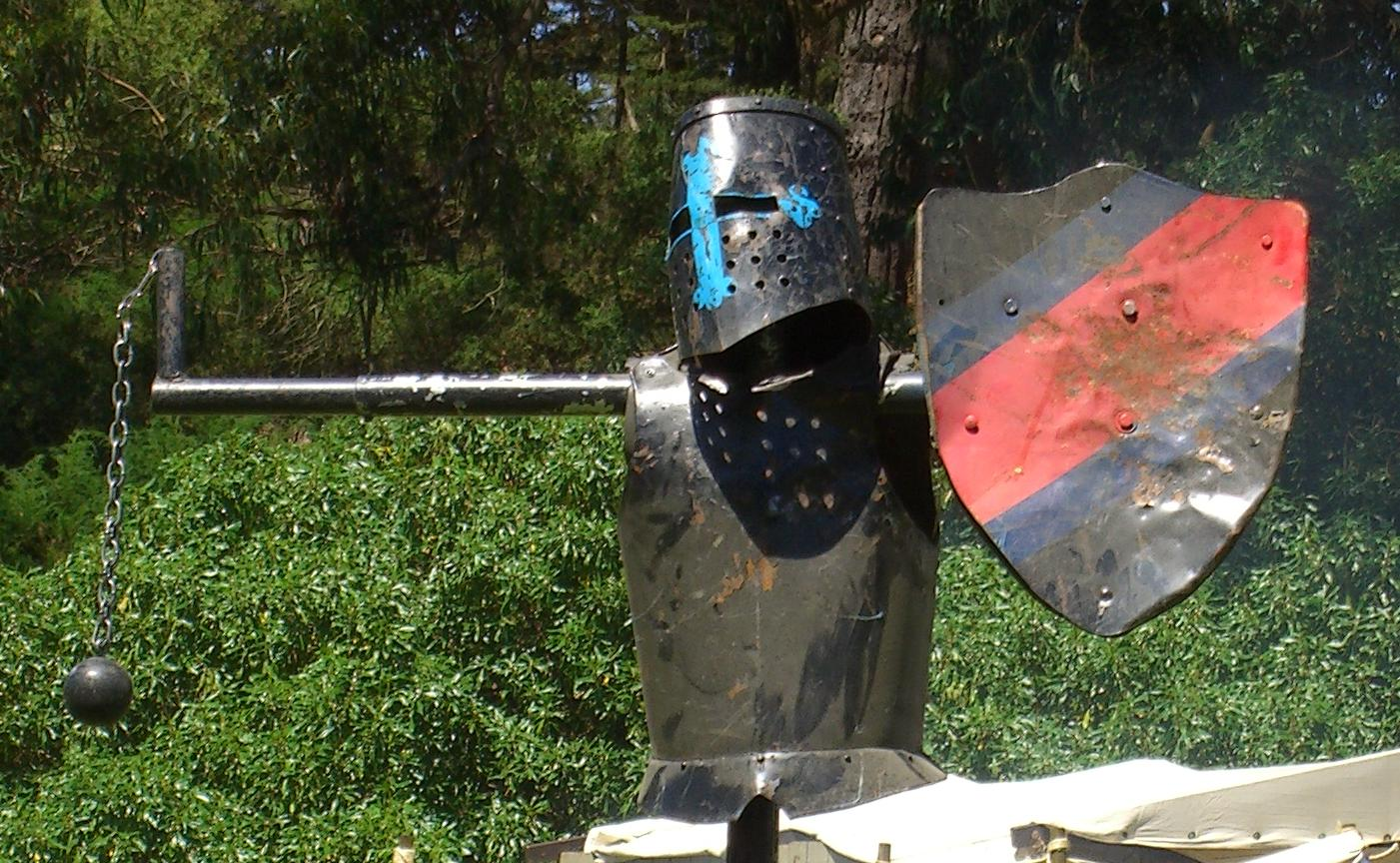
Reproducció moderna d'un estaferm

Un estaferm és un ninot o maniquí fet de fusta que utilitzaven els cavallers a l'edat mitjana per a l'entrenament de les justes. D'origen italià és documentat el seu ús als Països Catalans als segles XVII i XVIII, especialment a Mallorca.
El ninot romania clavat en un pal giratori i anava armat amb un escut a la mà esquerra, mentre que a la mà dreta hi duia un fuet o bé una corretja o llenca de la qual penjaven unes boles o uns saquets de sorra.
El ninot s'emplaçava al final d'una pista a la qual els corredors es llançaven a cavall simulant una situació real de combat. La perícia consistia a ferir amb la llança l'escut i evitar que el ninot, que amb l'impacte havia iniciat un moviment rotatori, colpegés el participant amb l'arma que duia a l'altra mà (fuet, saquets...)
En algunes poblacions dels Països Catalans també s'anomenen estaferms els soldats que acompanyen algunes processons de setmana santa, Per exemple, els estaferms de Besalú, la indumentària dels quals s'inspira en la tradició medieval, o els estaferms de la processó de dijous sant de Badalona, que es vesteixen com a centurions romans i estan documentats des de l'any 1701, Són els equivalents dels "armats" de Tarragona o els "manaies" de Girona.